# Lingua shona
Lo shona (nome originale chiShona) è una lingua bantu dell'Africa meridionale. Al 2022, è parlata da 10,9 milioni di parlanti totali.

## Distribuzione geografica
La lingua shona viene parlata principalmente nella parte centro-orientale dello Zimbabwe, oltre che da alcune minoranze in Zambia, Sudafrica, Malawi e Botswana; i locutori erano circa 10,8 milioni di parlanti nativi, secondo dati del 2000-2007 e includendo i dialetti principali. Gran parte dei parlanti è dunque formata da madrelingua. Lo shona è una delle lingue ufficiali dello Zimbabwe insieme con altre lingue come lo ndebele; è inoltre la più importante per numero di parlanti. Viene usata inoltre come lingua franca da circa 1,8 milioni di parlanti di altre lingue della regione.

## Classificazione
All'interno del gruppo delle lingue bantu viene classificata nel sottogruppo delle lingue shona (S10), che comprende altre parlate simili. La base della lingua standard proviene dalle parlate dialettali zezuru e karanga, a loro volta suddivise in numerosi sottodialetti; un altro dialetto molto importante è il korekore. Si registra un certo grado di mutua comprensibilità con le lingue ndau e manyika, parlate in Zimbabwe e nel Mozambico centrale, che vengono a volte considerate delle varianti dialettali dello shona.

## Fonologia
Lo Shona ha solo sillabe aperte e iniziano sempre per una consonante, per esempio, mangwanani (mattina, buon giorno come saluto) si divide [ma.ᵑɡwa.na.ni] o Zimbabwe é [zi.ᵐba.ɓwe].
Lo shona ha 2 toni :alto e basso, ma non vengono specificati quando si scrive

### vocali
Lo shona ha circa 5 vocali [a; e; i; o; u] che é molto simile a quello di altre lingue non strettamente collegate allo Shona come lo Spagnolo, l'Italiano, il Giapponese, il Tagalog...
Le vocali si pronunciano separate, anche se sono attaccate come Unoenda kupi? (dove stai andando?) si pronuncia [u.no.e.nda.ku.pi].

### consonati
Le consonanti dello Shona sono
|               |               | Labiale | Labio-dentale | Alveolare | Alveolare | Palatiale | Velare | Glottidale |
| Piana         | Fischiata     | Labiale | Labio-dentale |           |           | Palatiale | Velare | Glottidale |
| ------------- | ------------- | ------- | ------------- | --------- | --------- | --------- | ------ | ---------- |
| Occlusiva     |               | p       |               | t         |           |           | k      |            |
| Occlusiva     |               | b̤       |               | d̤         |           |           | ɡ̤      |            |
| Occlusiva     |               | ɓ       |               | ɗ         |           |           |        |            |
| Occlusiva     |               | ᵐb      |               | ⁿd        |           |           | ᵑɡ     |            |
| Affricativa   |               |         | p͡f            | t͡s        | t͡sᶲ       | t͡ʃ        |        |            |
| Affricativa   |               |         | b͡v̤            | d͡z̤        | d͡z̤ᵝ       | d͡ʒ̤        |        |            |
| Affricativa   |               |         |               |           | ⁿd͡ʒ̤       |           |        |            |
| Fricativa     |               |         | f             | s         | sᶲ        | ʃ         |        |            |
| Fricativa     |               |         | v̤             | z̤         | z̤ᵝ        | ʒ̤         |        | ɦ          |
| Fricativa     |               |         |               | ⁿz̤        | ⁿz̤ᵝ       |           |        |            |
| Nasale        | Piana         | m       |               | n         |           | ɲ         | ŋ      |            |
| Nasale        |               | m̤       | mʋ̤            | n̤         |           |           |        |            |
|               |               |         |               | r         |           |           |        |            |
| Approssimante | Approssimante |         | ʋ             |           |           | j         | w      |            |

### Caratteri speciali
- '- l'apostrofo può essere usata dopo la lettera ''N'' per creare un suon o simile a ''-ng'' come nell'inglese ''ping'', un esempio é la parola n'anga la quale indica un medico tradizionale[6]

## Sistema di scrittura
Lo shona viene scritto con un alfabeto latino, introdotto all'inizio del XX secolo e utilizzato per la scrittura della prima novella in shona, Feso di Solomon Mutswairo, del 1957.

### Alfabeto
- A - a - [a]
- B - ba - [ɓ]
- Bh - bha - [b̤]
- Ch (Č) - cha - [t͡ʃ]
- D - da - [ɗ]
- Dh (Ď) - dha - [d̤]
- E - e - [e]
- F - fa - [f]
- G - ga - [ɡ̤]
- H - ha - [ɦ]
- I - i - [i]
- J - ja - [d͡ʒ̤]
- K - ka - [k]
- M - ma - [m]
- N - na - [n]
- Nh (Ň) - nha - [n̤]
- O - o - [o]
- P - pa - [p]
- R - ra - [r]
- S - sa - [s]
- Sh (Š) - sha - [ʃ]
- T - ta - [t]
- U - u - [u]
- V - va - [ʋ]
- Vh - vha - [v̤]
- W - wa - [w]
- Y - ya - [j]
- Z - za - [z̤]
- Zh (Ž) - zha - [ʒ̤]

Le lettere ''L'',''Q'' e ''X'' non sono usate nello Shona

#### Combinazione di lettere
- bv - [b͡v̤]
- dz - [d͡z̤]
- dzv - [d͡z̤ᵝ]
- dy - [d̤ʲg]
- mb - [ᵐb]
- mbw - [ᵐbʷ]
- mh - [m̤]
- mv - [mʋ̤]
- nd - [ⁿd]
- ng - [ŋ]
- nj - [ⁿd͡ʒ̤]
- ny - [ɲ]
- nz - [ⁿz̤]
- nzv - [ⁿz̤ᵝ]
- pf - [p͡f]
- sv - [sᶲ]
- sw - [skʷ]
- ts - [t͡s]
- tsv - [t͡sᶲ]
- ty - [tʲk]
- zv - [z̤ᵝ]

#### lettere in disuso
Dal 1931 al 1955, lo shona standard fu scritto cun un alfabeto scritto dal linguista Clement Martyn Doke.
Includeva le lettere:
- ɓ (b con uncino),
- ɗ (d con uncino),
- ŋ (n con gamba),
- ȿ (s con coda),
- ʋ (v con uncino),
- ɀ (z con coda).

Nel 1955 furono sostituite dalle lettere dell'alfabeto latino standard, per esempio <ȿ> é stato sostituito da ⟨sv⟩ e ⟨ɀ⟩ da ⟨zv⟩

## Grammatica

### Classi nominali (mupanda)
| Classe nominale | Classe nominale | parola esempio | Costruzione della parola | Costruzione della parola | Traduzione in Italiano |
| Classe nominale | Classe nominale | parola esempio | prefisso                 | parola                   | Traduzione in Italiano |
| --------------- | --------------- | -------------- | ------------------------ | ------------------------ | ---------------------- |
| 1               | mu              | mukomana       | mu-                      | -komana                  | Ragazzo                |
| 1a              | -               | baba           |                          | -baba                    | Padre                  |
| 2               | va              | vakomana       | va-                      | -komana                  | Ragazzi                |
| 2a              | va              | vasahwira      | va-                      | -sahwira                 | Migliore amico/a       |
| 2a              | vana            | vanatezvara    | vana-                    | -tezvara                 | Patrigno               |
| 2b              | a               | atete          | a-                       | -tete                    | Zia                    |
| 3               | mu              | muti           | mu-                      | -ti                      | Albero                 |
| 4               | mi              | miti           | mi-                      | -ti                      | Alberi                 |
| 5               | ri              | rize           | ri-                      | -ze                      | Scorpione              |
| 6               | ma              | marize         | ma-                      | -ze                      | Scorpioni              |
| 7               | chi             | chingwa        | chi-                     | -ngwa                    | Pane                   |
| 8               | zvi             | zvingwa        | zvi-                     | -ngwa                    | Pane                   |
| 9               | i               | imba           | i-                       | -mba                     | Casa                   |
| 10              | dzi             | dzimba         | dzi-                     | -mba                     | Case                   |
| 11              | ru              | rwizi          | ru-                      | -izi                     | Fiume                  |
| 12              | ka              | kambwa         | ka-                      | -mbwa                    | Quel piccolo cane      |
| 13              | tu              | tumbwa         | tu-                      | -mbwa                    | Quei piccoli cani      |
| 14              | u               | upfu           | u-                       | -pfu                     | Pasto a base di farina |
| 15              | ku              | kuenda         | ku-                      | -enda                    | Andando                |
| 16              | pa              | pamba          | pa-                      | -mba                     | Casa                   |
| 17              | ku              | kumusha        | ku-                      | -musha                   | Abitazione rurale      |
| 17a             | -               | zasi           |                          | -zasi                    | Sotto , sottostante    |
| 18              | mu              | mumunda        | mu-                      | -munda                   | Nella fattoria         |
| 19              | svi             | svimbudzi      | svi-                     | -mbudzi                  | Capra                  |
| 20              | zi              | zigomana       | zi-                      | -gomana                  | Grande ragazzo         |